# Wanderson (bułgarski piłkarz)
Wanderson, właśc. Wanderson Cristaldo Farias (ur. 2 stycznia 1988 r. w Cruzeiro do Oeste) – brazylijski piłkarz, występujący na pozycji ofensywnego pomocnika. Obecnie zawodnik Łudogorca Razgrad.

## Kariera
Wanderson rozpoczął swoją seniorską karierę w klubie CENE, ale później przeniósł się do Iraty. W 2010 roku podpisał kontrakt z Sport Club Barueri, by rok później wrócić do CENE i wywalczyć z klubem awans do Série D, w której rozgrywkach strzelił trzy gole.
W styczniu 2012 roku Wanderson związał się kontraktem z drużyną Oeste, strzelając swoją pierwszą bramkę 3 lutego w zremisowanym 1-1 wyjazdowym meczu z Santosem FC. W tym samym roku jego drużyna zwyciężyła w rozgrywkach Série C, a on sam wystąpił w 23 spotkaniach, strzelając cztery gole.
23 sierpnia 2013 Wanderson trafił do zespołu z najwyższej klasy rozgrywkowej - FC Portuguesa. Debiut w Série A przypadł na dzień 14 września w przegranym 1-2 wyjazdowym meczu przeciwko Fluminense FC. Osiem dni później zdobył swoją pierwszą bramkę w lidze w wygranym 1-0 meczu z SC Internacional.
27 sierpnia 2014 roku wchodząc na boisko w miejsce Virgila Misidjana, Wanderson strzelił bramkę w ostatniej minucie meczu przeciwko mistrzowi Rumunii -Steaule, która dała dogrywkę w meczu decydującym o awansie do fazy grupowej  Ligi Mistrzów.
2 sierpnia 2016 Wanderson zdobył swojego pierwszego hat-tricka w europejskich pucharach w wygranym 4-2 wyjazdowym meczu przeciwko crvenej zvezdzie, który dał "Orłom" awans do fazy play-off eliminacji do Ligi Mistrzów. 6 grudnia 2016 roku zdobył swoją pierwszą bramkę w fazie grupowej tego turnieju zdobywając jedną z bramek w zremisowanym 2-2 meczu przeciwko Paris Saint-Germain.

## Statystyki
Aktualne na dzień 10 grudnia 2016
| Klub               | Sezon              | Liga               | Liga               | Liga stanowa | Liga stanowa | Pucharowe | Pucharowe | Kontynentalne | Kontynentalne | Razem   | Razem |
| Klub               | Sezon              | Występy            | Gole               | Występy      | Gole         | Występy   | Gole      | Występy       | Gole          | Występy | Gole  |
| Brazylia           | Brazylia           | Brasileirão        | Brasileirão        | Liga stanowa | Liga stanowa | Puchar    | Puchar    | CONMEBOL      | CONMEBOL      | Razem   | Razem |
| ------------------ | ------------------ | ------------------ | ------------------ | ------------ | ------------ | --------- | --------- | ------------- | ------------- | ------- | ----- |
| Sport Barueri      | 2011               | —                  | —                  | 5            | 0            | 0         | 0         | —             | —             | 5       | 0     |
| CENE               | 2011               | 8                  | 3                  | 0            | 0            | 0         | 0         | —             | —             | 8       | 3     |
| Oeste              | 2012               | 23                 | 4                  | 17           | 6            | 0         | 0         | —             | —             | 40      | 10    |
| Oeste              | 2013               | 11                 | 0                  | 18           | 3            | 0         | 0         | —             | —             | 29      | 3     |
| Oeste              | Razem              | 42                 | 7                  | 40           | 9            | 0         | 0         | 0             | 0             | 82      | 16    |
| Portuguesa         | 2013               | 16                 | 3                  | 0            | 0            | 0         | 0         | —             | —             | 16      | 3     |
| Portuguesa         | 2014               | 0                  | 0                  | 13           | 3            | 0         | 0         | —             | —             | 13      | 3     |
| Portuguesa         | Razem              | 16                 | 3                  | 13           | 3            | 0         | 0         | 0             | 0             | 29      | 6     |
| Bułgaria           | Bułgaria           | Grupa A/Pyrwa Liga | Grupa A/Pyrwa Liga | Superpuchar  | Superpuchar  | Puchar    | Puchar    | UEFA          | UEFA          | Razem   | Razem |
| Łudogorec Razgrad  | 2014–15            | 28                 | 8                  | 0            | 0            | 5         | 0         | 7             | 1             | 40      | 9     |
| Łudogorec Razgrad  | 2015–16            | 26                 | 9                  | 1            | 0            | 1         | 0         | 1             | 1             | 29      | 10    |
| Łudogorec Razgrad  | 2016–17            | 15                 | 7                  | -            | -            | 0         | 0         | 12            | 5             | 27      | 12    |
| Łudogorec Razgrad  | Razem              | 69                 | 24                 | 1            | 0            | 6         | 0         | 20            | 7             | 96      | 31    |
| Łącznie w karierze | Łącznie w karierze | 127                | 34                 | 54           | 12           | 6         | 0         | 20            | 7             | 207     | 53    |

## Tytuły
Oeste
- Mistrzostwa Sul-Mato-Grossense: 2011
- Série C: 2012

Łudogorec
- Grupa A: 2014-15, 2015-16